# 鹿地亘

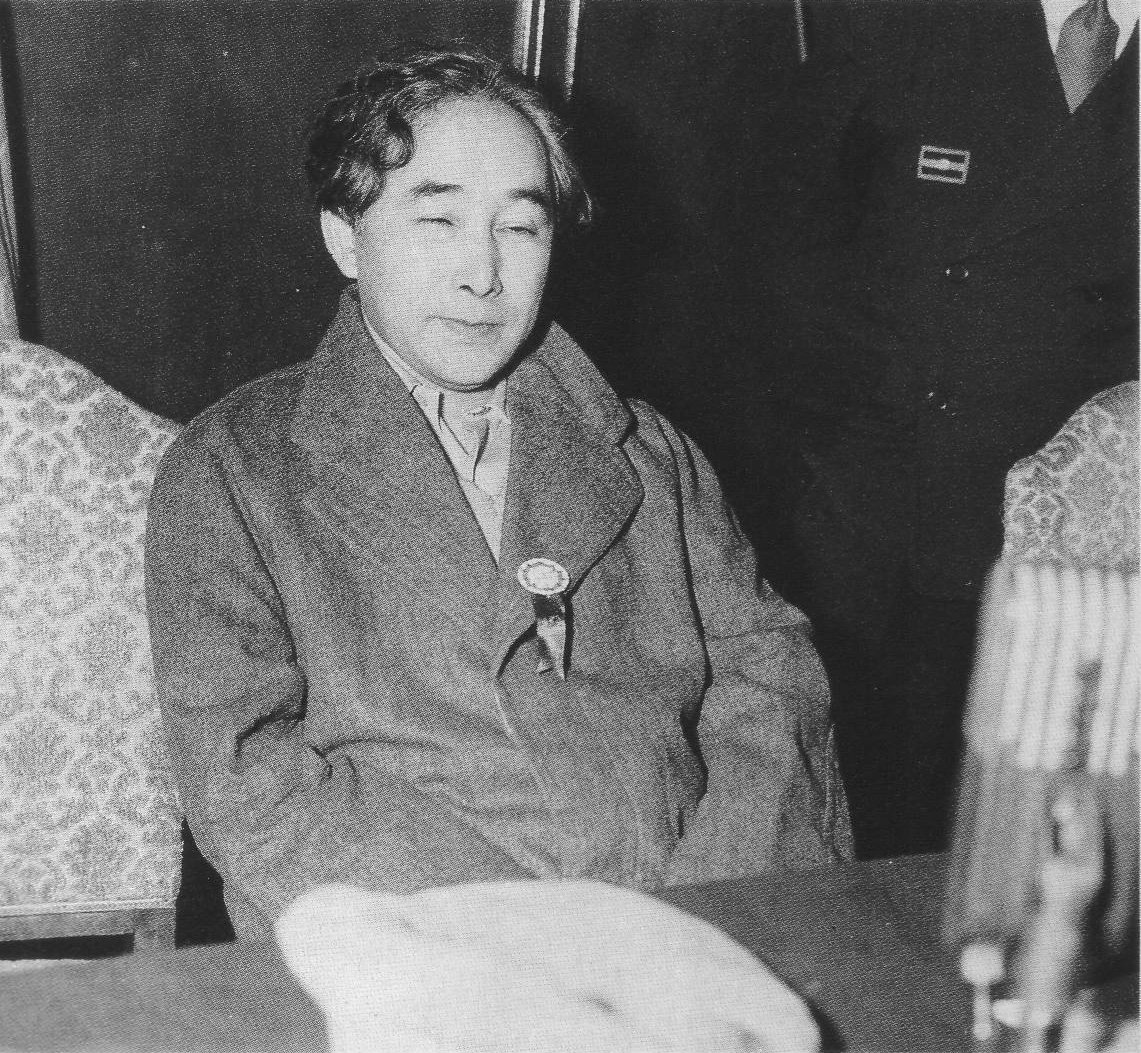
衆議院法務委員会で鹿地事件に関する証言に臨む鹿地亘（1952年12月10日）

鹿地 亘（かじ わたる、本名：瀬口貢（せぐち みつぎ）、1903年5月1日 - 1982年7月26日）は、日本の小説家。大分県西国東郡岬村（現・豊後高田市）出身。東京帝国大学国文科卒業、東京帝国大学大学院博士課程修了。妻は池田辛子。

## 生涯

### マルクス主義者
東京帝国大学在学中から文学と社会運動に関心をもち、林房雄や中野重治たちと社会文芸研究会（のち、マルクス主義芸術研究会に改名）を運営した。大学の外でも、プロレタリア文学運動に参加し、1930年に『労働日記と靴』で注目を浴びる。ただ、当時は文学をプロパガンダに使うことを重視していた傾向があった。1932年に日本共産党に入党。
1934年に治安維持法違反で検挙された後、獄中で転向して出獄。1936年に中華民国にわたり、魯迅と親交をもつ。最初は上海に滞在していたが1937年の日中開戦を機に脱出、香港経由で武漢に、そのあと国民政府とともに重慶に移動する。

### 日本兵捕虜の組織化
この時期、1938年12月、蔣介石の承認を得て国民党支配地区で「日本人民反戦同盟」を結成、「日本人の自立した立場」を自称し日本人捕虜、居留民に対する「教育」を開始し彼らを組織して反戦活動を行った。
日中戦争中の1938年5月19日に中華民国空軍所属の馬丁式重轟炸機（B-10B爆撃機）が、中国大陸から日本の九州上空に飛来し、宣伝ビラを散布する軍事行動をした。このビラは鹿地が作成したものであった。
後に延安ではじまった野坂参三たちの日本人民解放連盟の活動は、形式としては「鹿地のはじめた活動の支部」という形態をとっていた。しかし1940年以降、反戦同盟を親中国共産党団体と見なした蔣介石は弾圧を始め、鹿地はやむなく重慶で現地の情勢分析活動に従事した。
国民党は、日本兵捕虜から情報を収集するだけでなく、中国側の寛大さを示す国際宣伝に利用することも行っていた。さらに、収容所では「中国側へのオベッカから恭順をよそおう者」だけが「反戦分子」として優遇された。鹿地亘は郭沫若の協力もあり、1938年12月には反戦同盟を組織。1939年12月には、中国の抗日戦争は「日本人民の自由解放」と一致するとの声明を発表し、1940年5月には延安支部が建設され、八路軍や新四軍地区の日本人捕虜兵士による反戦運動にも影響を及ぼした。青山和夫は重慶政府国際宣伝処の対日工作顧問で（本名は黒田善治）、コミンテルンの指令で対日工作に従事した。

### 帰国
第二次世界大戦の終結後に日本に帰国し、民主主義文学運動に参加する。1947年の第1回参議院議員通常選挙に無所属で全国区から立候補するが落選した。
1951年11月25日、肺結核療養中の神奈川県藤沢市内においてアメリカ軍諜報機関（キャノン機関）に拉致され、アメリカのスパイになるよう強要される鹿地事件が起こる。監禁開始から約1年後の1952年12月に解放され、12月7日に帰宅した。解放直後、国会に証人喚問され、鹿地事件について証言している。当時日本は既に主権を回復していて日本の主権侵害が行われたのではないかとの批判の声も強かったが、主権回復したとはいえ、当時の米国の日本政府への影響力は絶大で、政府側は行政協定をタテに取り、あるいは行政協定や国際法で説明がつかなければ国際礼譲（相手国への礼儀といった意味か？）なるものを持ち出す等、事態追究に消極的であった。当時の国家警察長官の対応も米側の主張に沿っていて、このような長官の態度を鹿地は厳しく批判している。また、この間、むしろ国家警察側が積極的に鹿地を陥れようとしているのではないかとも見えるような事態も多々惹き起こしている（参照：鹿地事件#スパイ問題）。
米ソの二重スパイを務めていた無線機器会社の社員・三橋正雄が1952年12月鹿地事件発覚の直後に自首し（三橋事件）、三橋は鹿地もスパイの共犯だと自供したが、鹿地はこれを否定した。当初から警察関係者の一部からは、三橋は米軍の命で自首し動いているとの情報も流れている。鹿地は結核で肋骨を切除する等、国会等の証人喚問も負担となる状態であったが、この間、本人が被害者のはずの拉致・監禁問題で病弱な妻も含めてたびたび国会に参考人ではなく証人として喚問され、ついで三橋事件が問題にされてスパイ問題でやはり妻も含めて国会に証人喚問され、その後の三橋裁判でも本人が証人として出頭させられる破目に陥っている。さらには、あらためて1953年8月鹿地は衆議院法務委員会に出頭させられ、三橋と対決したが、決着はつかなかった。当時は電波法違反という軽微な形式犯だけでなく、より重罪である駐留米軍の機密を不法に探知・収集・漏洩したという刑事特別法違反も問題とされていたが、この間、三橋正雄は電波法違反のみで起訴・有罪となっている。しかし、検察官は三橋起訴の際、電波法以外の問題（スパイ問題や鹿地の容疑）についてマスコミに問われたときに回答をしなかった。
1953年、三橋の電波法違反の有罪判決後、11月に至ってようやくこの三橋事件の共犯として鹿地は無免許無線局利用による電波法違反のみで起訴されたが、長い裁判の末に1969年に無罪が確定した。鹿地が三橋に渡したという暗号文の筆跡鑑定だけでも何故かダラダラと7年半にかけられた挙句の長期化で、結局、暗号文は鹿地の筆跡だとするもの、筆跡ではないとするもの、正反対の鑑定結果2通が出ている。判決では、筆跡鑑定の結果は信頼できないとし、三橋が新聞報道の写真では自身の接触者が鹿地だと確信できなかったにもかかわらず情報機関の人間から鹿地の新聞写真を見せられる段になって鹿地だと確信したというのは信用できないとされた。
晩年は戦時中の活動の経験を中心に執筆し、『日本兵士の反戦活動』（同成社）、『「抗日戦争」のなかで』（新日本出版社）などを著した。雑誌『民主文学』に、それらの続編にあたる「反戦同盟記」を連載中に死去した。墓所は宇佐市覚正寺。